# Nuoto ai campionati europei di nuoto 2020 - Staffetta 4x100 metri stile libero maschile
La staffetta 4x100 metri stile libero maschile dei campionati europei di nuoto 2020 si è svolta il 17 maggio 2021 presso la Duna Aréna di Budapest, in Ungheria.

## Podio
| Posizione | Oro | Argento                                                                            | Bronzo                                                                          |
| --------- | --- | ---------------------------------------------------------------------------------- | ------------------------------------------------------------------------------- |
| Nazione   | Russia | Gran Bretagna                                                                      | Italia                                                                          |
| Atleti    | Andrej Minakov Aleksandr Shchyogolev Vladislav Grinëv Kliment Kolesnikov Andrey Zhilkin* Michail Vekoviščev* Ivan Girev* Evgenij Rylov* | Thomas Dean Matthew Richards James Guy Duncan Scott Jacob Whittle* Joe Litchfield* | Alessandro Miressi Lorenzo Zazzeri Thomas Ceccon Manuel Frigo Leonardo Deplano* |

## Record
Prima della manifestazione il record del mondo (RM), il record europeo (EU) e il record dei campionati (RC) erano i seguenti.
|  | 3'08"24 | Stati Uniti | 11 agosto 2008 Pechino |
|  | 3'08"32 | Francia     | 11 agosto 2008 Pechino |
|  | 3'11"64 | Francia     | 18 agosto 2014 Berlino |

Durante la competizione è stato migliorato il seguente record.
| Data           | Evento | Nazione | Tempo   | Record |
| -------------- | ------ | ------- | ------- | ------ |
| 17 maggio 2021 | Finale | Russia  | 3:10.41 |        |

## Risultati

### Batterie
Le batterie si sono svolte alle 11:48 (UTC+1).
| Pos. | Batteria | Corsia | Nazione       | Atleti                                                                                                   | Tempo   | Note             |
| ---- | -------- | ------ | ------------- | --- | ------- | ---------------- |
| 1    | 2        | 6      | Italia        | Alessandro Miressi (47"95) Manuel Frigo (48"05) Leonardo Deplano (48"87) Lorenzo Zazzeri (47"98)         | 3'12"85 | Q                |
| 2    | 2        | 7      | Serbia        | Velimir Stjepanović (49"25) Uroš Nikolić (48"68) Andrej Barna (47"74) Nikola Aćin (48"24)                | 3'13"91 | Q,               |
| 3    | 2        | 2      | Gran Bretagna | Matthew Richards (49"12) James Guy (48"15) Jacob Whittle (48"43) Joe Litchfield (48"59)                  | 3'14"29 | Q                |
| 4    | 2        | 4      | Russia        | Andrey Zhilkin (48"93) Michail Vekoviščev (48"42) Ivan Girev (48"54) Evgenij Rylov (48"61)               | 3'14"50 | Q                |
| 5    | 3        | 6      | Svizzera      | Roman Mityukov (48"21) Nils Liess (49"02) Noè Ponti (48"70) Antonio Djakovic (48"79)                     | 3'14"72 | Q,               |
| 6    | 3        | 5      | Paesi Bassi   | Nyls Korstanje (48"88) Stan Pijnenburg (48"01) Thom de Boer (49"00) Jesse Puts (48"91)                   | 3'14"80 | Q                |
| 7    | 2        | 0      | Grecia        | Apostolos Christou (48"65) Kristián Goloméev (48"46) Odysseus Meladinis (49"56) Andreas Vazaios (48"49)  | 3'15"16 | Q                |
| 8    | 3        | 8      | Ungheria      | Dominik Kozma (49"49) Péter Holoda (48"90) Szebasztián Szabó (48"84) Richárd Bohus (48"38)               | 3'15"61 | Q                |
| 9    | 1        | 5      | Svezia        | Robin Hanson (48"93) Björn Seeliger (48"37) Isak Eliasson (48"57) Elias Persson (49"96)                  | 3'15"83 |                  |
| 10   | 2        | 3      | Polonia       | Konrad Czerniak (49"30) Bartosz Piszczorowicz (48"88) Kacper Stokowski (49"16) Kacper Majchrzak (48"78)  | 3'16"12 |                  |
| 11   | 3        | 3      | Belgio        | Alexandre Marcourt (49"58) Jasper Aerents (49"03) Thomas Thijs (49"04) Sebastien De Meulemeester (48"97) | 3'16"62 |                  |
| 12   | 3        | 1      | Irlanda       | Jack McMillan (49"12) Jordan Sloan (49"20) Shane Ryan (49"02) Max McCusker (49"54)                       | 3'16"88 | Record nazionale |
| 13   | 3        | 7      | Israele       | Tomer Frankel (49"85) Amir Cheruti (49"18) Denis Loktev (49"56) Gal Cohen Groumi (49"23)                 | 3'17"82 | Record nazionale |
| 14   | 3        | 2      | Ucraina       | Valentyn Nesterkin (49"79) Sergii Shevtsov (48"18) Illya Linnyk (50"04) Artem Bondar (50"03)             | 3'18"04 | Record nazionale |
| 15   | 1        | 3      | Turchia       | Yalım Acımış (50"07) Ümitcan Güreş (50"10) Baturalp Ünlü (49"33) Doğa Çelik (49"91)                      | 3'19"41 |                  |
| 16   | 3        | 4      | Lituania      | Deividas Margevičius (50"35) Simonas Bilis (48"71) Daniil Pancerevas (50"52) Jokūbas Keblys (50"13)      | 3'19"71 |                  |
| 17   | 2        | 1      | Norvegia      | Markus Lie (50"06) Niksa Stojkovski (49"65) Nicholas Lia (49"01) Jon Jøntvedt (51"68)                    | 3'20"40 | Record nazionale |
| 18   | 1        | 4      | Lussemburgo   | Max Mannes (50"98) Raphaël Stacchiotti (51"43) Pit Brandenburger (50"07) Ralph Daleiden (49"14)          | 3'21"62 | Record nazionale |
| 19   | 2        | 5      | Slovacchia    | Ádám Halás (51"76) Matej Duša (49"64) Jakub Poliačik (52"17) Alex Kušík (52"42)                          | 3'25"99 | Record nazionale |
| 20   | 3        | 0      | Portogallo    | Miguel Nascimento (49"66) Diogo Carvalho (51"62) Alexis Santos (53"87) Francisco Santos (53"37)          | 3'28"52 |                  |
| 21   | 2        | 8      | Kosovo        | Olt Kondirolli (55"84) Vigan Bytyqi (55"26) Dren Ukimeraj (57"74) Arti Krasniqi (52"92)                  | 3'41"76 |                  |

### Finale
La finale si è svolta alle 19:09.
| Pos.    | Corsia | Nazione       | Atleti                                                                                                  | Tempo   | Note             |
| ------- | ------ | ------------- | --- | ------- | ---------------- |
| Oro     | 6      | Russia        | Andrej Minakov (48"18) Aleksandr Shchegolev (47"64) Vladislav Grinëv (47"49) Kliment Kolesnikov (47"10) | 3'10"41 |                  |
| Argento | 3      | Gran Bretagna | Thomas Dean (48"32) Matthew Richards (48"13) James Guy (47"92) Duncan Scott (47"19)                     | 3'11"56 | Record nazionale |
| Bronzo  | 4      | Italia        | Alessandro Miressi (47"74) Lorenzo Zazzeri (48"30) Thomas Ceccon (47"98) Manuel Frigo (47"85)           | 3'11"87 |                  |
| 4       | 8      | Ungheria      | Nándor Németh (48"41) Szebasztián Szabó (48"25) Richárd Bohus (48"34) Kristóf Milák (47"50)             | 3'12"50 |                  |
| 5       | 1      | Grecia        | Apostolos Christou (48"39) Kristián Goloméev (47"77) Odysseus Meladinis (49"09) Andreas Vazaios (48"14) | 3'13"39 | Record nazionale |
| 6       | 2      | Svizzera      | Roman Mityukov (48"20) Nils Liess (48"53) Noè Ponti (48"57) Antonio Djakovic (48"11)                    | 3'13"41 | Record nazionale |
| 7       | 5      | Serbia        | Velimir Stjepanović (48"72) Uroš Nikolić (49"14) Andrej Barna (47"15) Nikola Aćin (48"72)               | 3'13"73 | Record nazionale |
| 8       | 7      | Paesi Bassi   | Nyls Korstanje (48"86) Stan Pijnenburg (47"79) Thom de Boer (49"03) Jesse Puts (48"11)                  | 3'13"79 | Record nazionale |